# Nicrophorus pustulatus
Nicrophorus pustulatus là một loài bọ cánh cứng trong họ Silphidae được miêu tả bởi John Friedrich Wilhelm Herschel in 1807.